# Asarum petelotii
Asarum petelotii är en piprankeväxtart som beskrevs av Otto Christian Schmidt. Asarum petelotii ingår i släktet hasselörter, och familjen piprankeväxter. Inga underarter finns listade i Catalogue of Life.